# Talis erenhotica
Talis erenhotica là một loài bướm đêm trong họ Crambidae.